# Пам'ятник Марії Терезії
Пам'ятник Марії Терезії (нім. Maria-Theresien-Denkmal) — монумент, зведений у Відні в 1888 році на честь імператриці Марії Терезії, що правила Священною Римською імперією у 1740—1780 роках.

## Історія створення
Пам'ятник зведено на площі Марії Терезії.
Створення монумента відбулося за ініціативи імператора Австро-Угорщини Франца Йосифа І. У 1874 році скульптори Йоганн Бенк, Карл Кундман та Каспар фон Цумбуш представили власні проєкти пам'ятника. Імператор вибрав проєкт Каспара фон Цумбуша. Свій проєкт скульптор реалізовував протягом 13 років разом зі своїм учнем Антоном Бренеком. Архітектурною частиною пам'ятника займався Карл фон Газенауер. На площі Марії Терезії у Відні монумент зведено 1888 року.

## Опис
Основа пам'ятника займає площу 632 м2. Висота монумента складає 19,36 м, а скульптурного портрету імператриці — 6 м. Основа монумента виготовлена з маутхаузенського граніту, п'єдестал — з богемського коричневого граніту, а колони — з віпітенського серпентиніту. Скульптури імператриці та видатних діячів її епохи виготовлені з бронзи. Загальна вартість зведення пам'ятника — 800 тис. гульденів.
На п'єдесталі розміщено престол, на якому сидить Марія Терезія. У лівій руці вона тримає скіпетр та Прагматичну санкцію, що надала їй змогу правити після смерти батька, а в правою рукою імператриця вітає народ. На статуї вона повернута в бік Зовнішніх Палацових воріт. Під троном розміщені жіночі статуї «кардинальних добродіїв»: Справедливости, Сили, Милосердя та Мудрости. У кутах п'єдестал підтримують дві колони, яких разом є 8. На чотирьох сторонах п'єдесталу створені барельєфи, а перед ними — статуї визначних діячів часів Марії Терезії:
- радники Венцель Антон фон Кауніц-Ритберг (статуя), Іоганн Крістоф фон Бартенштейн, Гуднакер Томас Штаргеберг[de] та Флорімон Клод де Мерсі-Аржанто на барельєфі на фоні Глорієтти Шенбрунна;
- управлінці Фрідріх Вільгельм фон Гаувіц[de] (на статуї), Антон Грассалкович, Самуель фон Брукенталь[de], Пауль Йосиф фон Ріґґер[de], Йосиф фон Зонненфельс[de] та Карл Антон Мартіні на барельєфі;
- воєначальники Йосиф Венцель I (на статуї), Франц Моріц фон Лассі, Андрей Гадік та Франц Леопольд фон Надашді[de] на барельєфі на фоні фортеці у Вінер-Нойштадті, де 1752 року була заснована Терезіанська академія;
- лікар Герард ван Світен[en] на статуї, нумізмат Йоганн Йосиф Гіларій Еккель[de], історик Дьєрдь Прай[en], композитори Крістоф Віллібальд Глюк, Йозеф Гайдн та Вольфганг Амадей Моцарт у дитячому віці на барельєфі на фоні Віденського університету.

На чотирьох діагональних осях пам'ятника розміщені кінні статуї чотирьох воєначальників часів Марії Терезії: Леопольда Йосифа фон Дауна, Людвига Андрея Кевенгюллера, Ернста Гідеона Лаудона та Отто Фердинанда фон Трауна.

## Галерея

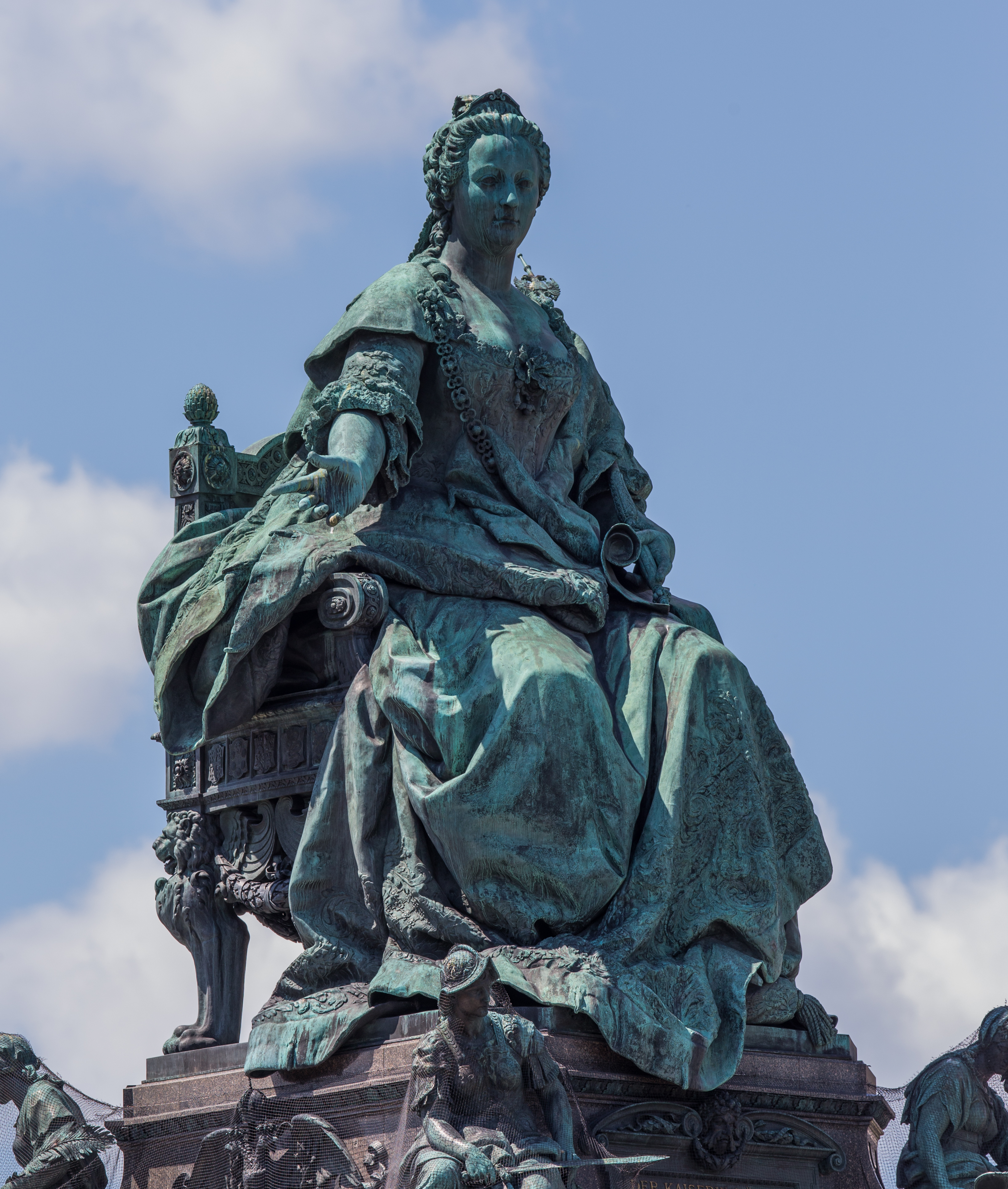
Марія Терезія на пам'ятнику
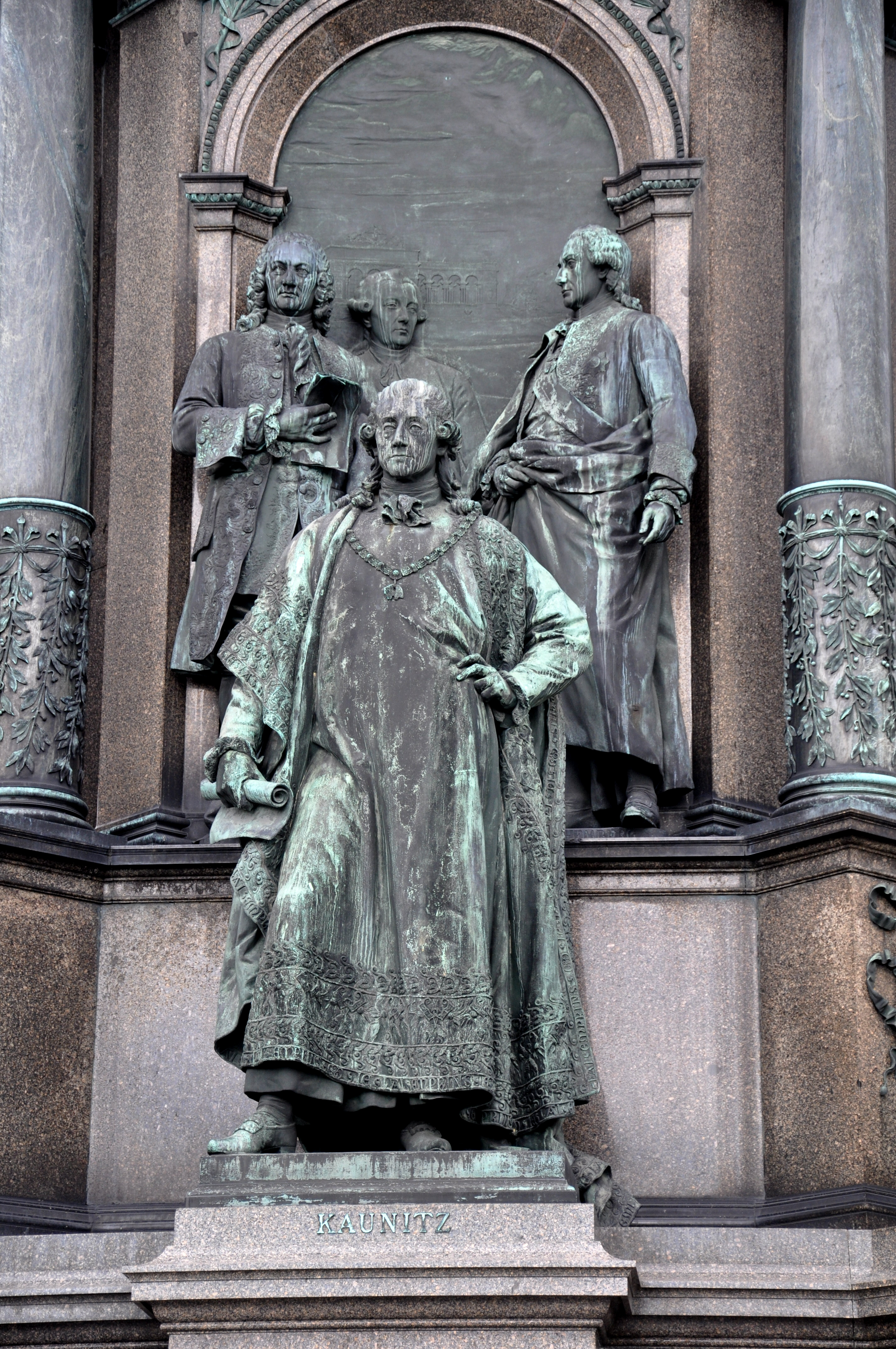
Радники
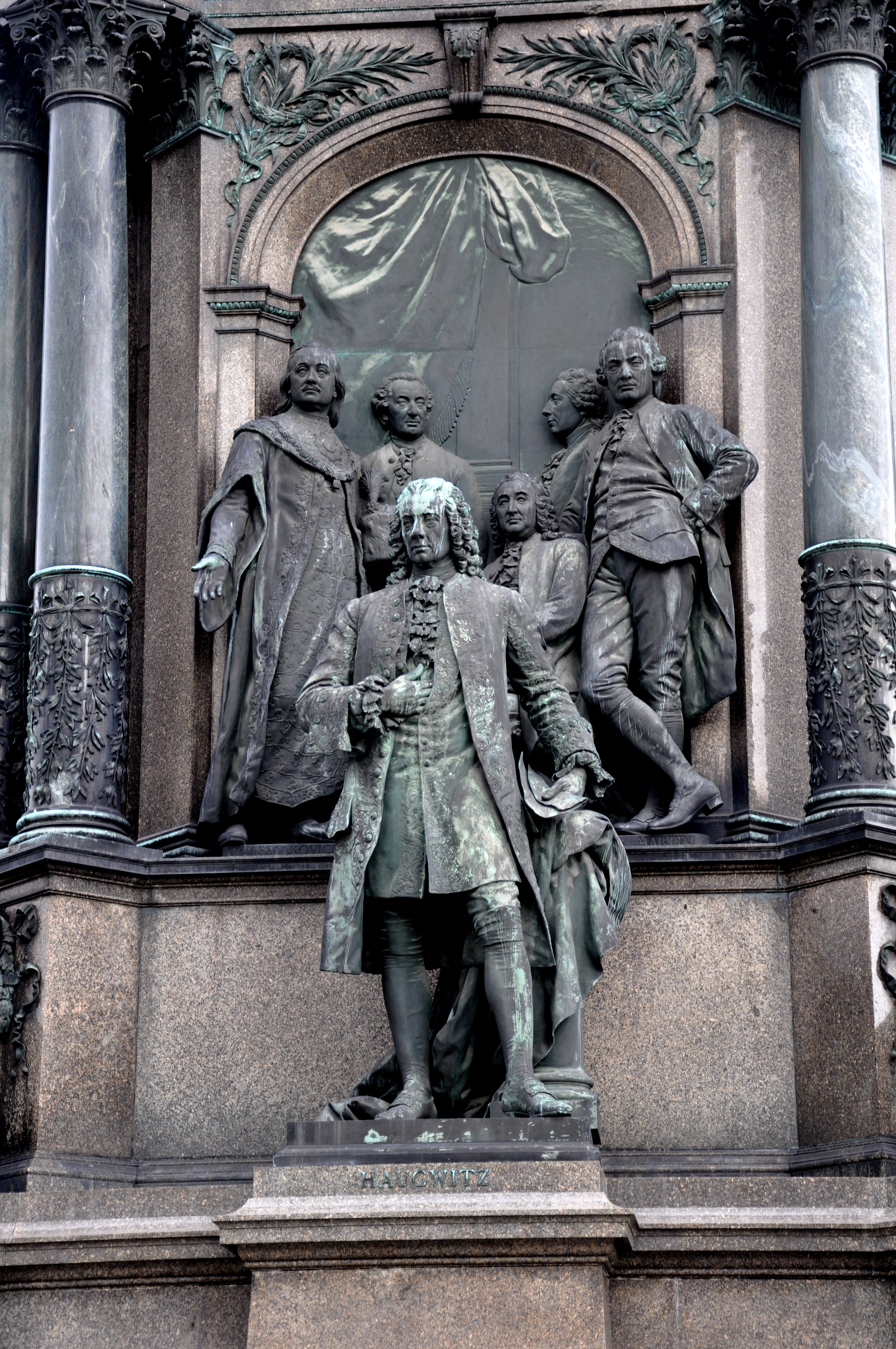
Управлінці
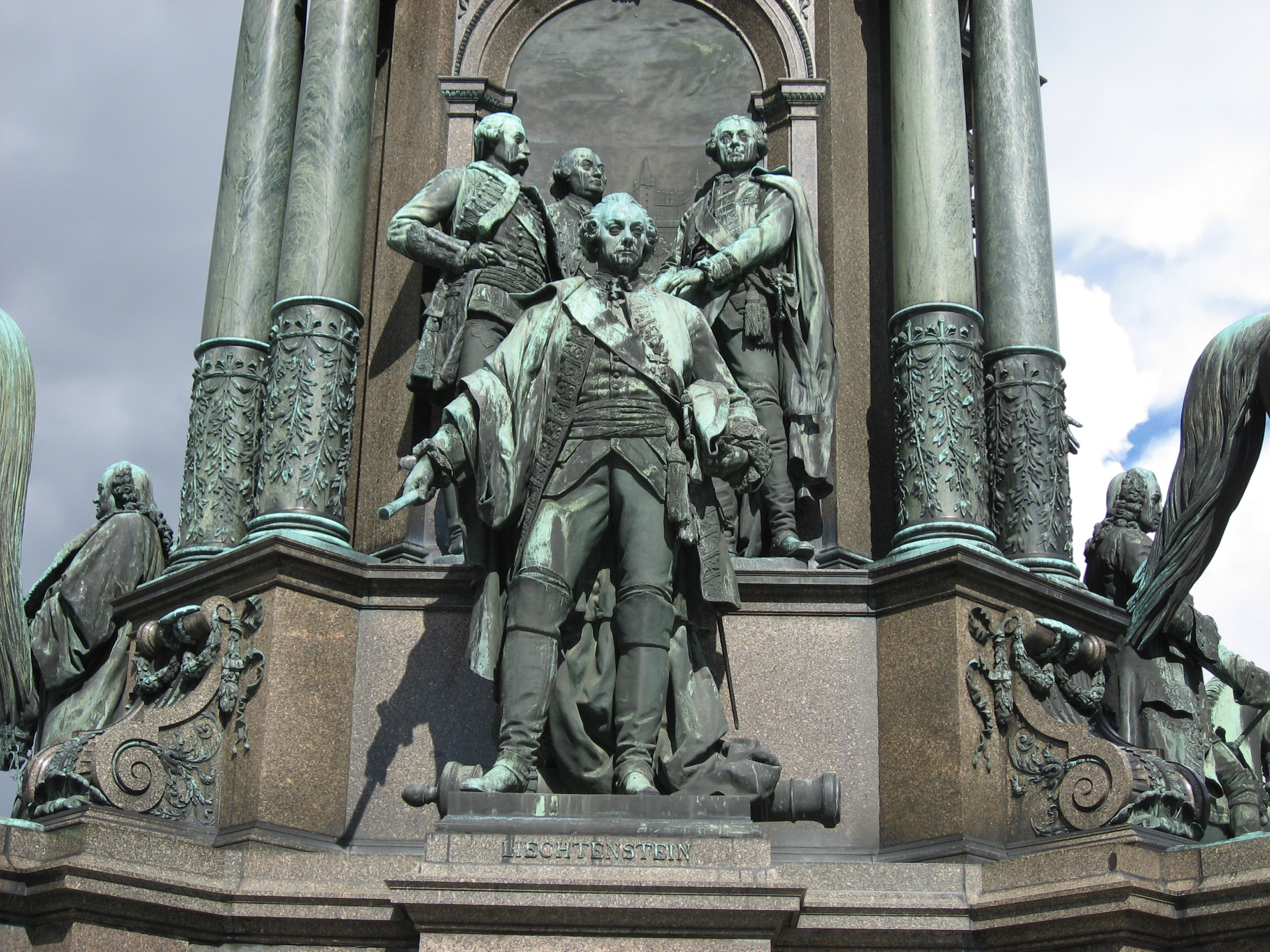
Воєначальники
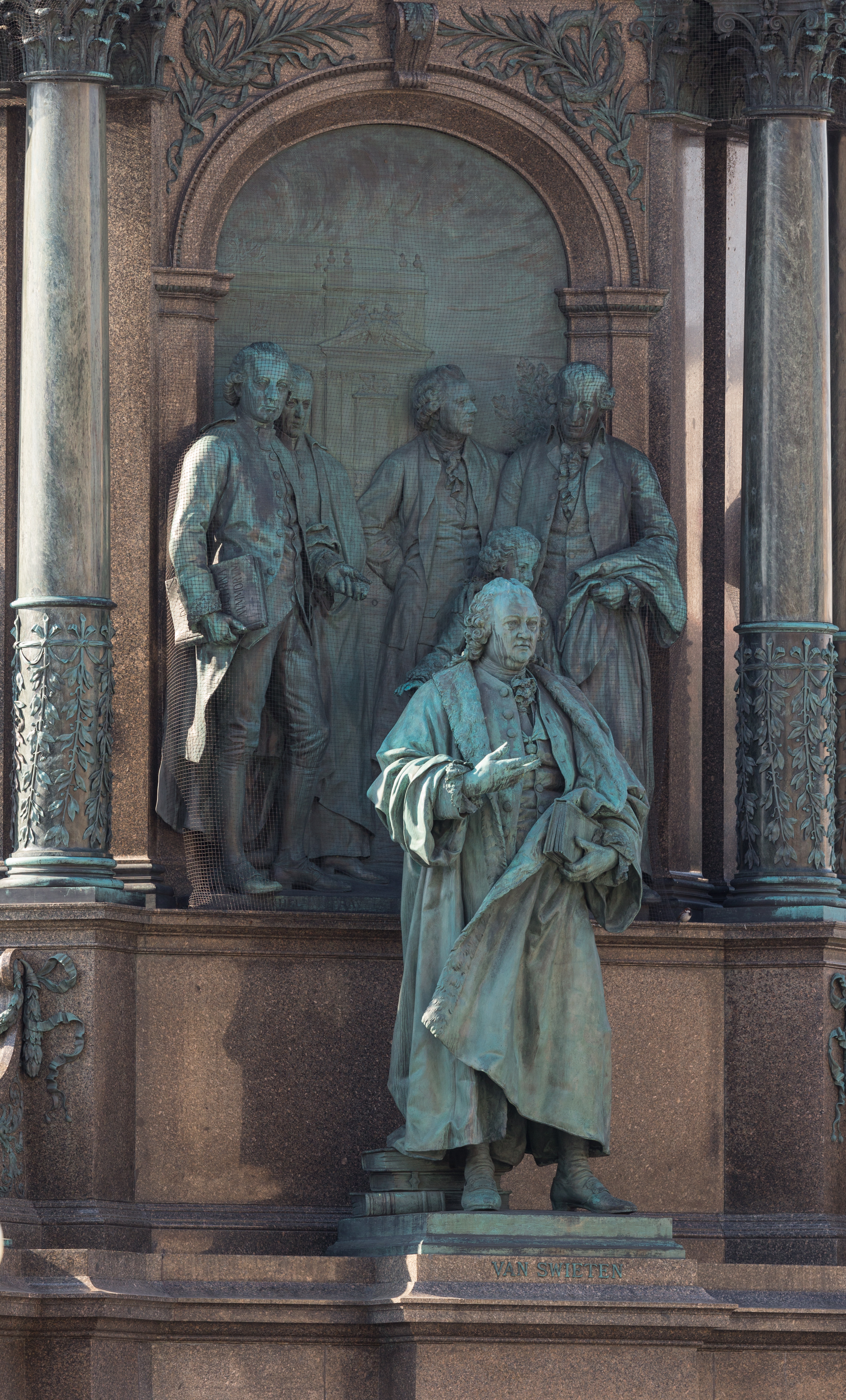
Науковці та митці
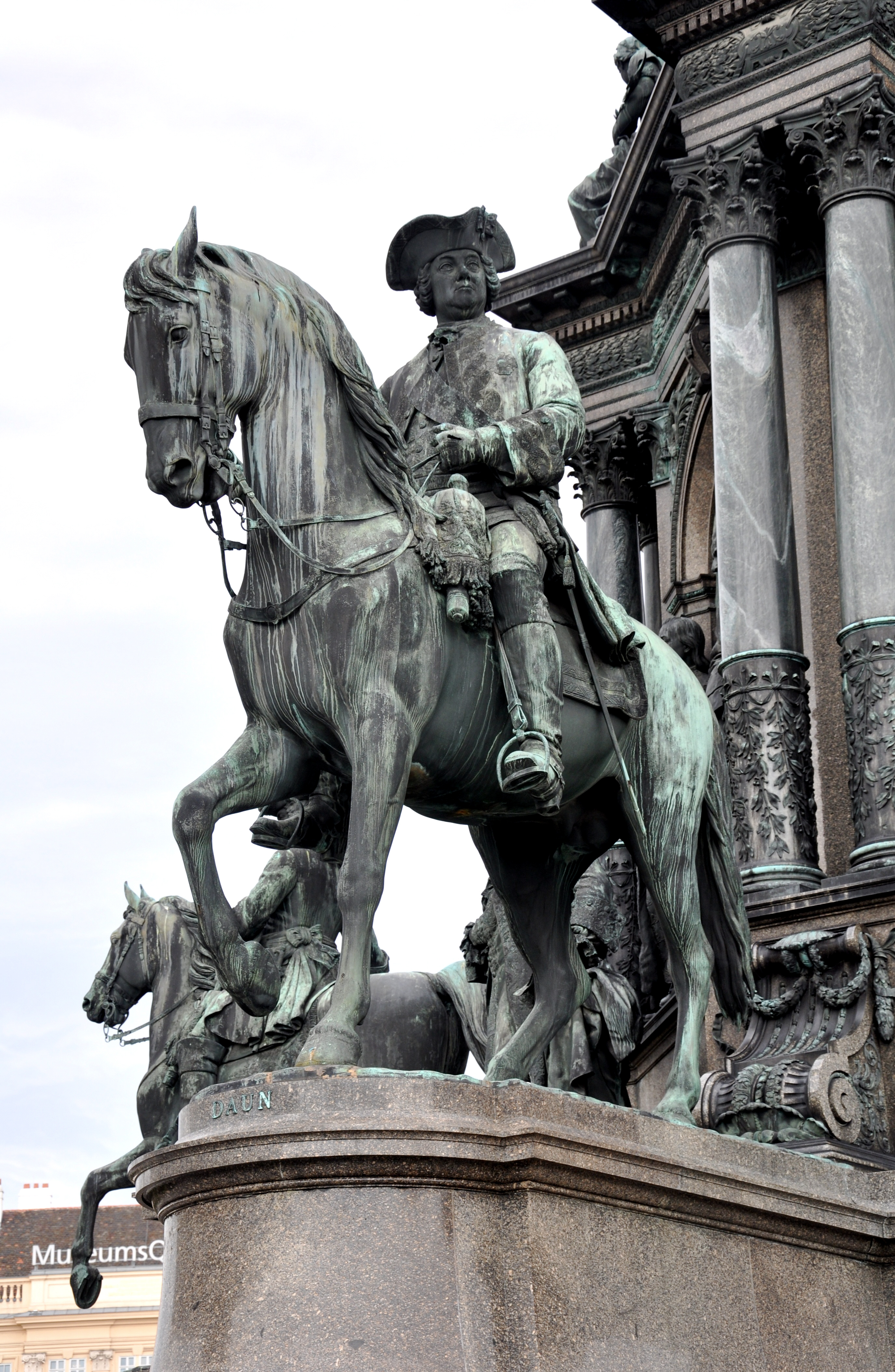
Леопольд Йосиф фон Даун
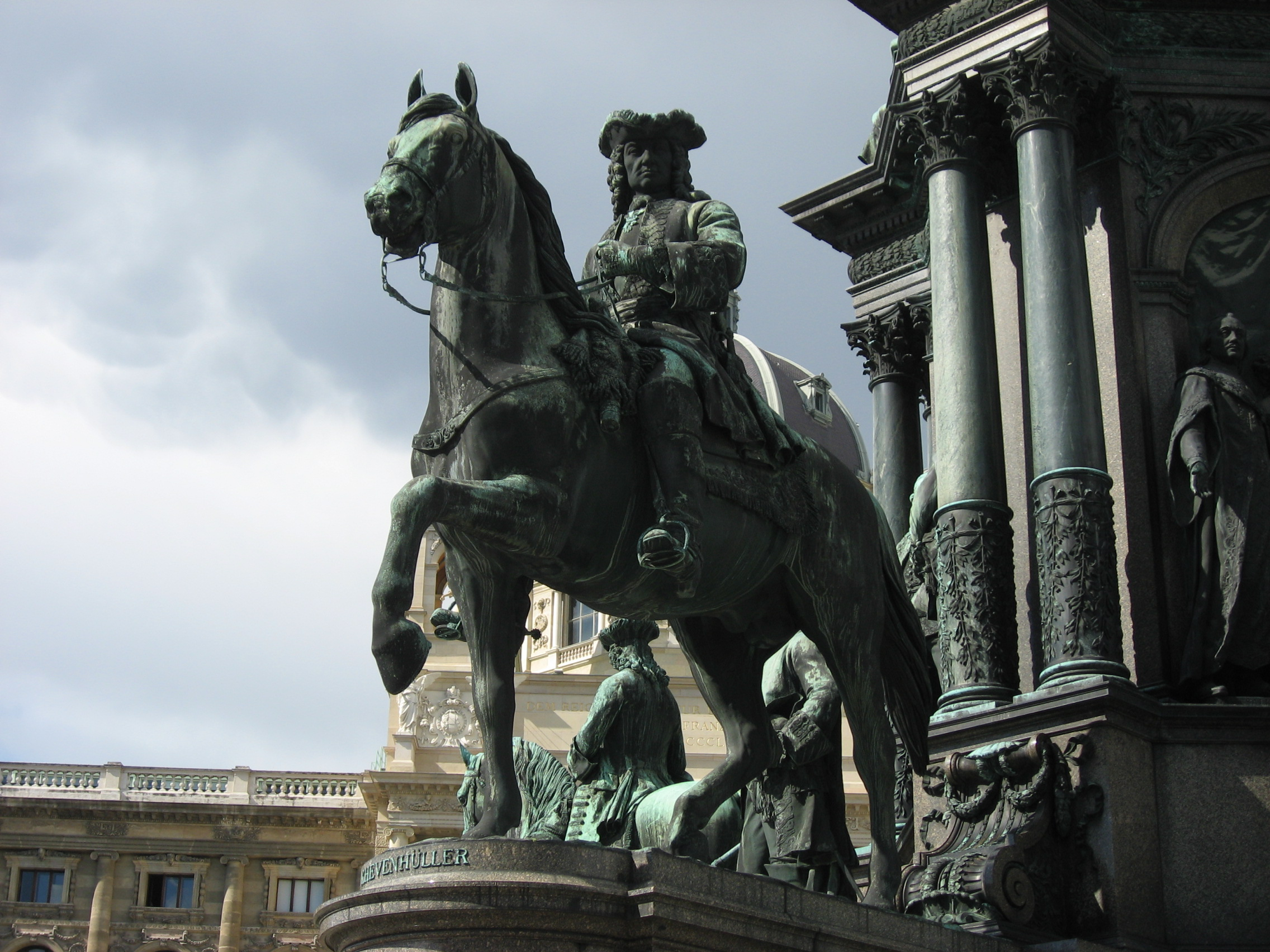
Людвиг Андрей фон Кевенгюллер
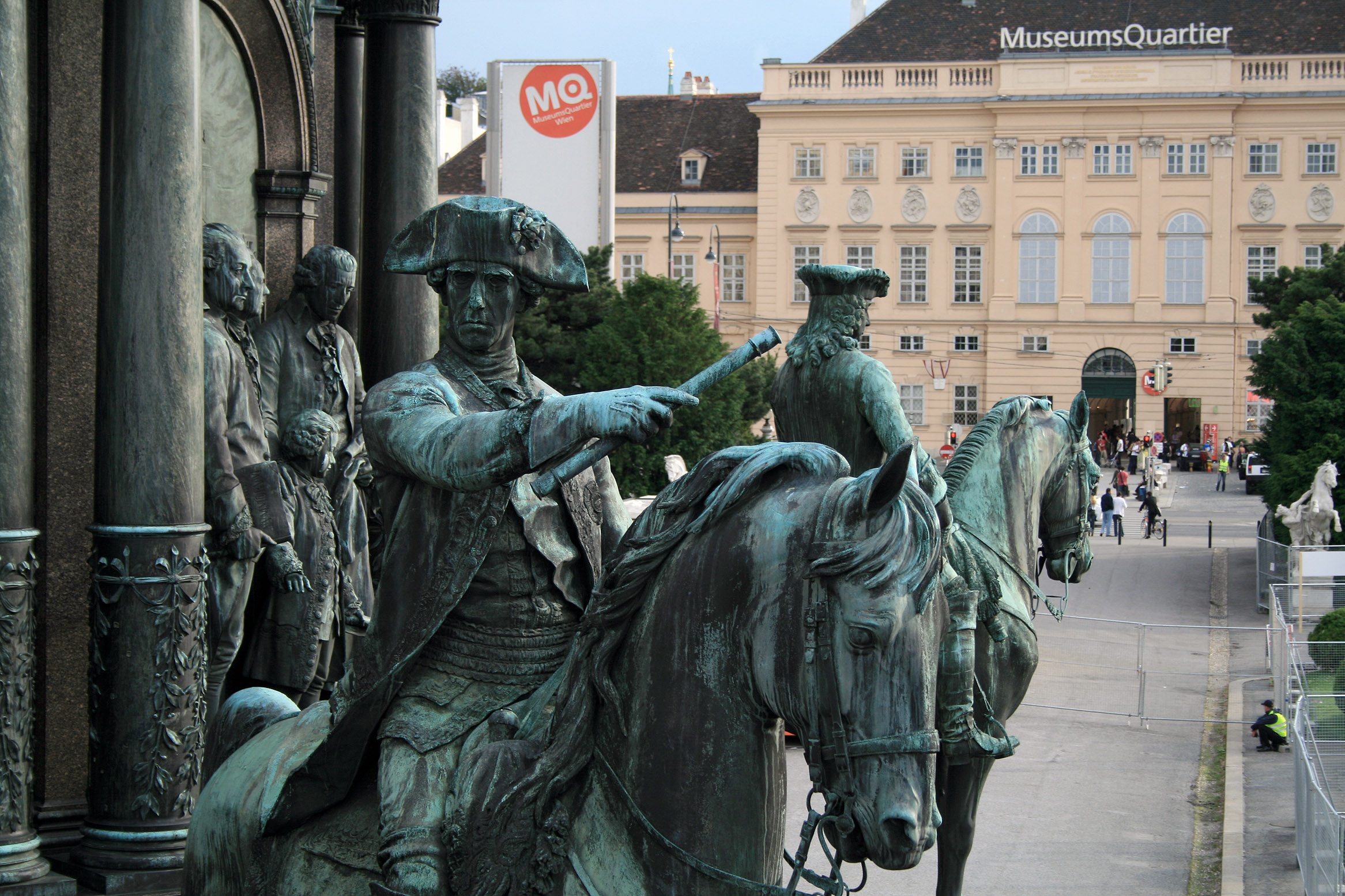
Ернст Гідеон фон Лаудон
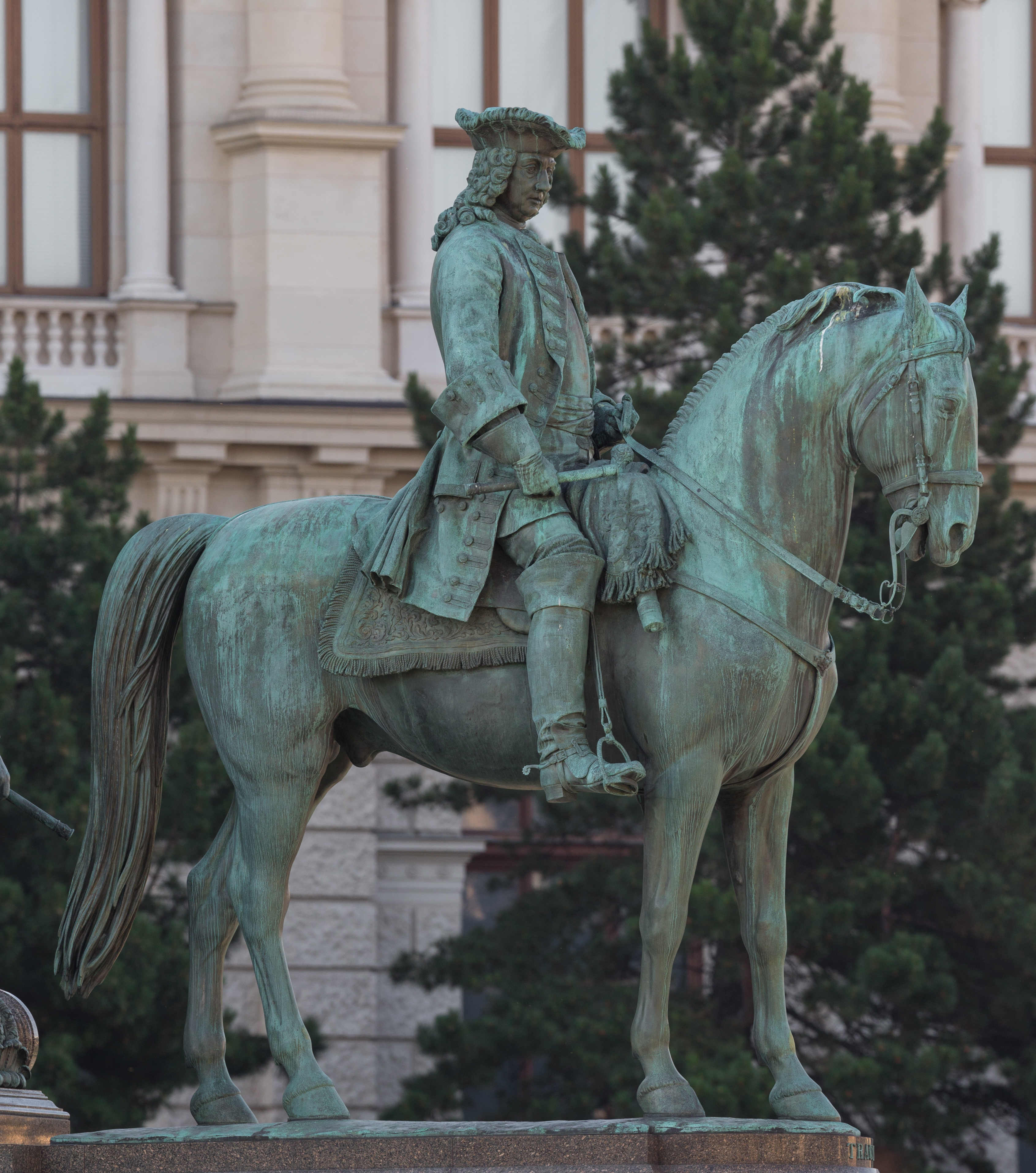
Отто Фердинанд фон Траун